# We Don't Talk About Bruno
"We Don't Talk About Bruno" (no Brasil e em Portugal: "Não Falamos do Bruno") é uma canção presente no filme de animação Encanto (2021) da Disney, com a sua letra escrita por Lin-Manuel Miranda. Foi lançada pela Walt Disney Records como parte da trilha sonora do filme em 19 de novembro de 2021. A faixa é uma obra de conjunto, interpretada pelos membros do elenco de voz do filme, principalmente por Carolina Gaitán, Mauro Castillo, Adassa, Rhenzy Feliz, Diane Guerrero e Stephanie Beatriz, e alguns outros em papeis menores. Uma sensação viral, "We Don't Talk About Bruno" foi descrita como uma das melhores canções da Disney e o maior sucesso de crossover do estúdio.
Consistindo em fofocas e anedotas sobre o tio ostracizado de Mirabel Madrigal, Bruno Madrigal, cujo dom de profecia foi associado ao infortúnio e o afastou do resto dos Madrigals, "We Don't Talk About Bruno" vê alguns dos membros da família e os moradores explicando a Mirabel por que não falam de Bruno. A faixa insinua que Bruno é um vilão, o que é central na trama do filme. Ele abandona os estilos narrativos das canções convencionais de vilões da Disney, listando as perspectivas dos protagonistas sobre o vilão. Musicalmente, "We Don't Talk About Bruno" foge da fórmula tradicional da Disney de uma balada sentimental interpretada por um personagem solo, optando por uma melodia suave e midtempo que mistura estilos de música latina como salsa e guajira com pop, hip hop, dance e elementos da Broadway, cantados por um conjunto e culminando em um final polifônico.
"We Don't Talk About Bruno" foi aclamado pela crítica especializada, que elogiou o trabalho de Miranda e o elemento misterioso da música, ritmo cativante, composição versátil, conjunto de cantores e personalidade lírica. Um sucesso comercial, "We Don't Talk About Bruno" alcançou o primeiro lugar na Irlanda, Reino Unido e Estados Unidos, e atingiu as dez primeiras posições em paradas da Austrália, Canadá e Nova Zelândia. "We Don't Talk About Bruno" é a única canção da Disney do século XXI a alcançar o topo da Billboard Hot 100 dos Estados Unidos, bem como a primeira música original da Disney a chegar ao topo do UK Singles Chart do Reino Unido. Ele quebrou o recorde de todos os tempos para os cantores mais creditados (sete) no topo das paradas da Hot 100, e rendeu a eles e Miranda a primeira canção número um de suas carreiras.

## Antecedentes e lançamento
"We Don't Talk About Bruno" é uma canção do filme musical de fantasia animado de 2021, Encanto, da Walt Disney Animation Studios; é o sexagésimo filme do estúdio. A canção é apresentada como a quarta faixa da trilha sonora do filme, que foi lançada em 46 idiomas. Foi escrita e composta pelo cantor e compositor norte-americano Lin-Manuel Miranda, que também escreveu as outras sete músicas da trilha sonora, e também trabalhou anteriormente no filme de animação da Disney de 2016, Moana. A canção é interpretada principalmente por seis membros do elenco do filme em versos completos: a cantora colombiana Carolina Gaitán (que dubla a personagem Pepa), o músico colombiano Mauro Castillo (Félix), a cantora e compositora americana Adassa (Dolores), o ator americano Rhenzy Feliz (Camilo), e as atrizes americanas Diane Guerrero (Isabela) e Stephanie Beatriz (Mirabel), na ordem em que aparecem na música; Juan Castano (Osvaldo), Sarah Nicole-Robles (Señora Pezmuerto) e Olga Merediz (Alma "Abuela" Madrigal) contribuem com vocais menores.

## Composição
Miranda lançou a faixa como um conjunto musical porque ele queria criar temas para representar todos os membros da família, especialmente "aqueles que não necessariamente conseguem seu solo". Ele disse que olhou para "A Weekend in the Country" de A Little Night Music e "Christmas Bells" de Rent. Ele descreveu "We Don't Talk About Bruno" como um número de "fofoca" porque há coisas que os membros da família não falam na frente uns dos outros. O primeiro verso é sobre quem está contando a história — a tia de Mirabel, Pepa, e o tio Félix, que Miranda baseou em seu pai, Luis Miranda. Miranda disse que "todo mundo canta a mesma progressão de acordes com um ritmo totalmente diferente e uma cadência totalmente diferente". Durante o desenvolvimento inicial do filme, o personagem Bruno foi originalmente chamado de Oscar. Miranda escolheu o nome Bruno para que ele pudesse trabalhar na letra "Bruno, no, no, no" na canção. "We Don't Talk About Bruno" foi descrita como uma faixa de pop latino e salsa, fortemente enraizada na guajira e inspirada no folk cubano, hip hop e dance. Cada seção da música apresenta um estilo musical diferente exclusivo para cada um dos personagens. Os ganchos e os versos de Pepa e Félix são conduzidos por um piano clássico cubano montuno; o verso de Dolores consiste em vocais influenciados por ASMR sobre batidas eletrônicas suaves; as falas de Camilo exibem uma entrega "assustadora"; e mais tarde seguido por cordas de pizzicato dedilhadas abaixo da voz brilhante de Isabela.

## Recepção da crítica
"We Don't Talk About Bruno" foi amplamente aclamada por críticos de música e cinema. Sua composição, mistura de gêneros e elementos de mistério foram frequentemente elogiados pelos revisores.
Jamie Kenney, da Romper, chamou "We Don't Talk About Bruno" como o destaque de Encanto, "um que, acima de todos os outros, deliciosamente entrou em nossos cérebros e viveu lá sem pagar aluguel desde que assistimos ao filme com nossos filhos durante as férias". Caroline Cao, da /Film, classificou a canção como a melhor da trilha sonora de Encanto, chamando-a de cheia de humor e nuances, afirmando: "'We Don't Talk About Bruno' explode com as personalidades vibrantes dos Madrigals, desde os sussurros rápidos de Adassa como a prima Dolores até a forma como Rhenzy Feliz gosta de contar uma história como o primo muito imaginativo Camilo". Cao considerou-a como uma "peça de conjunto perfeita que ilumina cada personagem, lança luz sobre os temas abrangentes da história e oferece uma quantidade incomparável de informações sobre o mundo de Encanto". Kristen Brown, da Screen Rant, também a considerou como a melhor canção do filme.
Ashley Spencer, do The New York Times, escreveu que, ao contrário da maioria dos sucessos da Disney, "We Don't Talk About Bruno" não é um "solo de herói melancólico ou uma power ballad de terceiro ato", mas sim "uma faixa de conjunto no estilo da Broadway que se deleita em fofocas sobre um homem de meia-idade." O crítico da Slate, Chris White, atribuiu o ritmo de música latina, a influência da Broadway, melodias "cativantes e firmes", versos distintos, clímax dramático e o elemento misterioso de suas letras a seu sucesso viral. Tyler Posen, da Far Out, chamou-a de uma música pop latina "incessantemente cativante" com uma composição "estilisticamente diversa" e letras "pesadamente expostas" que não a impediram de "alcançar o tipo de sucesso crossover que 'Let It Go' ou 'Beauty and the Beast' não poderia." Chris Molanphy, da Slate, argumentou que "We Don't Talk About Bruno" é uma ótima música não apenas porque é cativante, mas porque possui versatilidade no som e nas letras ao longo de sua duração, acentuada pelo "senso de mistério" por trás de seu personagem título que é "envolvente, mesmo que você não tenha visto o filme", e suas melodias refrescantes e composição partindo da produção estereotipada das canções da Disney.

## Desempenho nas tabelas musicais
| Tabela musical (2022)                 | Melhor posição |
| ------------------------------------- | -------------- |
| África do Sul (RISA)                  | 37             |
| Alemanha (Offizielle Deutsche Charts) | 71             |
| Austrália (ARIA)                      | 5              |
| Áustria (Ö3 Austria Top 75)           | 49             |
| Bélgica (Ultratop 50 de Flandres)     | 43             |
| Canadá (Canadian Hot 100)             | 3              |
| Singapura (RIAS)                      | 18             |
| Espanha (PROMUSICAE)                  | 46             |
| Estados Unidos (Adult Top 40)         | 33             |
| Estados Unidos (Billboard Hot 100)    | 1              |
| Estados Unidos (Mainstream Top 40)    | 38             |
| França (SNEP)                         | 177            |
| Global 200 (Billboard)                | 1              |
| Grécia (IFPI)                         | 46             |
| Hungria (Single Top 40)               | 27             |
| Irlanda (IRMA)                        | 1              |
| Lituânia (AGATA)                      | 76             |
| Nova Zelândia (Recorded Music NZ)     | 4              |
| Países Baixos (Single Top 100)        | 41             |
| Portugal (AFP)                        | 71             |
| Reino Unido (UK Singles Chart)        | 1              |
| Suécia (Sverigetopplistan)            | 40             |
| Suíça (Schweizer Hitparade)           | 70             |